# George Sargent
George Jonathan Sargent (Dorking, 2 augustus 1882 – Atlanta, 6 juni 1962) was een Engels golfprofessional die het US Open van 1909 won.

## Biografie
Sargent werd geboren in de Engelse stad Dorking en begon op twaalfjarige leeftijd te golfen op de Epsom Downs Golf Club. In 1900 werd hij vierde op het The Open Championship. Al snel verhuisde naar Canada waar hij een golfprofessional werd bij de Royal Ottawa Golf Club. In 1908 werd hij tweede op het Canadees Open.
In 1909 won Sargent het US Open 1909 en zette toen een record neer. Hij had voor een 72-holes toernooi 290 slagen nodig. Hij speelde zestien keer op het US Open en eindigde zes keer in de top 10. Later won hij het Canadees Open in 1912 en het Minnesota State Open in 1918.
In 1916 werd Sargent lid van de Professional Golfers' Association of America en was vijf jaar lang voorzitter van de PGA of America. In 1947 besloot hij om met pensioen te gaan. Later werd hij samen met zijn zonen Harold en Jack lid van de Georgia Golf Hall of Fame.

## Erelijst
| # | Jaar | Toernooi             | Score           | Score | Info            |
| - | ---- | -------------------- | --------------- | ----- | --------------- |
| 1 | 1908 | US Open              | 75-72-72-71=290 | +2    | Major (Verslag) |
| 2 | 1912 | Canadees Open        | 299             | +19   |                 |
| 3 | 1918 | Minnesota State Open |                 |       |                 |